# Campo do Brito
Campo do Brito é um município brasileiro localizado na região agreste do estado de Sergipe.

## História
A 53 km de Aracaju ficavam os campos para criação de animais da família Brito. Hoje não há mais Britos, só o Campo do Brito, o município que nasceu de concessões de sesmarias aos padres Jesuítas. Em 10 de março de 1601 os padres ganharam as terras "junto à serra da Cajaíba, na tapera de Pirapean, entre o vale do Vaza-Barris, a serra de Itabaiana e subindo o rio até aquele pico". O distrito foi criado em 1845 já com a denominação de Campo do Brito e em 1912 é elevado a município, desmembrado de Itabaiana. Campo do Brito fica na "boca do sertão", seu solo tem qualidade, o que propicia a sua população viver da agricultura e pecuária.

## História da Bandeira
A bandeira atual foi um projeto idealizado pelo então presidente da câmara Municipal Edson Andrade Sol Posto, e escolhida após um plebiscito realizado nas escolas do município.
O projeto lei de nº 02/93 do dia 08/10/1993, diz que as cores predominantes da bandeira são:
- O verde musgo: representa os campos e matas de Campo do Brito;
- O amarelo: representa todas as fontes de riquezas do nosso município.
- O azul: representa a abóbada Celeste (o céu);
- O branco: representa a paz, como símbolo de confraternização;
- O círculo oval de cor vermelha, no projeto não cita o que representa a cor, mas seguindo a primeira bandeira o seu significado representa termos uma emancipação pacifica sem derramamento de sangue .
- A inscrição 29 de outubro de 1912, como também Campo do Brito na cor preta, no projeto também não indica o que representa a cor.
- As duas estrelas brancas representam o poder executivo e o poder legislativo.
- Temos no Centro o mapa de Campo do Brito e a Serra de São José.

## Brasão
O brasão foi criado por Sandro D’Jota (ex-secretário de cultura, esporte e lazer) com base nas pesquisas de Adalberto Fonseca (in memoria), dos Professores Wilson Augusto e Jorge Correa. O brasão foi vencedor em uma eleição realizada nas escolas com alunos e devidamente aprovado pela Câmara de Vereadores de Campo do Brito no ano de 2012.
Saiba o significado de cada parte que compõe o brasão:
Coroa Mural em Prata ou Branco – A coroa mural, é o símbolo da emancipação política, e, em prata, com oito torres, das quais apenas cinco estão aparentes, que são reservadas às cidades. As portas abertas, proclamam o caráter hospitaleiro do povo de Campo do Brito.
O escudo redondo, ou ibérico – Era usado em Portugal à época do descobrimento do Brasil e sua adoção evoca os primeiros colonizadores e desbravadores de nossa Pátria. O escudo é esquartelado.
1º quartel – Na cor verde representando todas as pastagens.
2º quartel – Contém quatro estrelas em preto, significando os municípios de Macambira, São Domingos, Pedra Mole e Pinhão, que foram emancipados de Campo do Brito, e portanto fazem parte da nossa história.
3º quartel – Em branco representando a paz e no centro o mapa do município em amarelo, ao centro do mapa a figura histórica do BERRANTE em branco, pois na colonização de Campo do Brito o gado era criado de maneira extensiva.
4º quartel – Na cor verde representando nossa agricultura.
Escudeto em circulo no centro do escudo – Ao centro contém uma estrela em branco representando a sede do município, e a imagem da Serra dos Montes de São José, com o sol brilhando em amarelo. Ainda no círculo, escrito em preto sob a cor amarelo ouro, está a data da emancipação do município 29 DE OUTUBRO DE 1912. Separando a inscrição dos desenhos do centro está um anel em vermelho para dar destaque a grande vitória que foi nossa emancipação.
Lístel Vermelho – Contém o nome do município CAMPO DO BRITO em branco.

## Geografia
Parte de seu território encontra-se dentro do polígono das secas, com temperaturas médias anuais de 24,5 °C e precipitação média de chuvas de  1178,7 mm/ano, mais predominante de março a agosto (outono-inverno). O relevo é caracterizado por uma superfície de pediplanos, com formas mais comuns de tabuleiros, colinas e cristas. A vegetação do município varia da Capoeira, Caatinga, Campos Limpos e Sujos. Campo do Brito está inserido na bacia hidrográfica do rio Vaza-Barris, outros rios importantes da região são o Lomba e Traíras.

## Economia
As receitas municipais vêm principalmente da agricultura (mandioca, manga, laranja, maracujá e feijão), pecuária (bovinos, suínos e equinos) e avicultura de galináceos.

## Paróquia Nossa Senhora da Boa Hora e São Roque
A história de Campo do Brito está interligada com a da Paróquia Nossa Senhora da Boa Hora e São Roque.
A referida freguesia foi fundada em 1845, pelo então arcebispo da Bahia, Dom Romualdo Antônio de Seixas, foi a partir deste marco que casas começaram a povoar o entorno da referida igreja, ainda em construção. Em 1912, o então vigário Francisco Freire de Menezes liderou com êxito, o projeto de emancipar Campo do Brito e em 1914, foi eleito o primeiro prefeito do município. A igreja também compartilhou de sua administração nos anos de 1937 a 1940, quando o Vigário Antônio Fernando da Graça Leite, foi o intendente do município, época em que o país era governado por Getúlio Vargas. Atualmente, desde 1998 a Paróquia é confiada a administração dos religiosos da Sociedade Divinas Vocações.
Lista de Párocos:
1º=04/05/1847-26/03/1855 Pe. João José Pires,
2°=26/03/1855-1866 Pe. Eugênio Lopes da Costa,
3°=15/06/1866-21/09/1873 Pe. Honório Fiel de Sigmaringa,
4º=1873-1874 Frei Luiz de Sancta Malfada, O.F.M.,
5°=1874-29/05/1891 Pe. Manoel Felício de Miranda Lima,
6°=23/06/1891-25/10/1929 Pe. Francisco Freire de Menezes,
-  =1929-1930 Pe. Antônio de Freitas Melo, vigário de Itabaiana,
7°=1930-1931 Cônego José Bernardino Dias Nabuco,
-  =1932-1932 Pe. Antônio de Freitas Melo, vigário de Itabaiana,
8°=1932-1933 Cônego Basilício Raposo de Oliveira,
9°=1933-1934 Pe. Gonçalo de Souza Lima,
10°=1934-1936 Pe. Antônio Regis,
11°=1936-1937 Cônego Antidio Telles de Menezes,
-     =1937-1937 Cônego Jugurta Feitosa Franco-vigário de Itabaiana,
12°=1937-19/02/1940 Pe. Antônio Fernando da Graça Leite,
-     =1940-1940 Pe. Sebastião Lessa, como encarregado - vigário de Ribeirópolis.
13°=1940-1943 Pe. Manoel Soares Rocha,
14°=1943-1946 Cônego João Barbosa de Souza,
15°=1946-1947 Pe. José da Rocha Bruno,
16°=1947-1963 Pe. Gervásio de Souza Feitosa,
17°=1963-1964 Monsenhor José Curvelo Soares,
18°=31/05/1964-04/05/1968 Pe. Raul Bomfim Borges,
19°=05/05/1968-1969 Pe. José da Silva Queiroz,
20°=1969-1974 Pe. Luiz Lima Silva,
21°=1974-1975 Pe. José Manoel Araújo,
22°=1975-1976 Pe. Evêncio Guimarães,
23°=1976-14/08/1977 Pe. Edú Aguiar, SJ
24°=15/08/1977-1981 Pe. Antônio Rezende de Souza,
25°=1981-11/09/1991 Pe. José Everaldo Lima Viana,
26°=1991-16/03/1998 Pe. Renato Gomes Lima,
27°=17/03/1998-01/2000 Pe. Manoel Barbosa Santos, SDV
28°=01/2000-12/06/2002 Pe. José Carlos Lima, SDV
29°=13/06/2002-14/03/2006 Pe. José Lino Oliveira Silva, SDV
30°=15/03/2006-26/02/2009 Pe. Rogério Augusto de Jesus Santos, SDV
31°=08/03/2009-12/03/2011 Pe. Eudete Teixeira, SDV
32°=13/03/2011-23/02/2013 Pe. José Ionilton Lisboa de Oliveira, SDV
33°=24/02/2013-08/12/2014 Pe. José Carlos Lima, SDV
34°=09/12/2014-09/03/2017 Pe. Wesdras Santos Silva, SDV
35°=10/03/2017-07/09/2021 Pe. Mozart Nunes Andrade Santos Neto, SDV
36°= 08/09/2021 - atual          Pe. Luís Felipe Lañón Angamarca, SDV.

## Povoados
O município de Campo do Brito possui 22 povoados. Segundo o censo de 2010, a população rural é estimada em 8.432 habitantes, o que representa cerca de 50,29% da população do município.
Os povoados são denominados: Gameleira, Garangau, Cercado, Tapera da Serra, Limoeiro, Pilambe, Rodeador, Caatinga do Bito, Brito Velho, Serra das Minas, Poço Comprido, Caatinga Redonda, Tabua, Candeias, Iraque, Terra Vermelha, Boa Vista, Riacho do Estaleiro, Pé de Serra, Sariema, Lomba e Biribeira.